# Xynobius illatus
Xynobius illatus är en stekelart som först beskrevs av Fischer 1966.  Xynobius illatus ingår i släktet Xynobius och familjen bracksteklar. Inga underarter finns listade i Catalogue of Life.